# 劉德忠 (越南)
劉德忠（1905年—？），本名刘伯達（Lưu Bá Đạt），:68又名高明德（Ko-ming-Tek）、高泰山、劉明德，越南政治家，在二十世紀四十年代曾擔任保大發言人。

## 生平
劉德忠是越南峴港人，出生於1905年，本名刘伯達，:68在法國殖民時期名叫路易·高（Louis Cao）。
1941年，劉德忠加入越南國民黨，1946年逃往中國，在香港改名爲高明德。1947年前越南皇帝保大在香港召開越南各黨派會議時，劉德忠擔任保大發言人，並正式改名爲劉德忠。劉德忠在1949年5月創立越南國民革命聯盟創始人，擔任該組織主席，在民盟的文書上以劉明德的名字簽名。
1950年劉德忠返回越南。
1981年，劉德忠從越南經泰國逃往香港，再轉飛法國。

## 家庭
劉德忠的妻子是中國人，姓古。